# José Ayoví
José Manuel Ayoví Plata (ur. 6 grudnia 1991 w Esmeraldas) – ekwadorski piłkarz występujący na pozycji lewego skrzydłowego, obecnie zawodnik meksykańskiego Chiapas.

## Kariera klubowa
Ayoví pochodzi z miasta Esmeraldas i jest wychowankiem tamtejszej akademii młodzieżowej Club Tácito Ortiz Urriola, skąd jako siedemnastolatek przeniósł się do innego juniorskiego klubu – CS Norte América z siedzibą w Guayaquil. Profesjonalną karierę rozpoczął jesienią 2009 w drugoligowym Municipalu Cañar, gdzie spędził kilka miesięcy na wypożyczeniu z Norte América. W lutym 2010 podpisał kontrakt z absolutnym beniaminkiem najwyższej klasy rozgrywkowej – słynącym z pracy z młodzieżą klubem Independiente del Valle z miasta Sangolquí. Tam za kadencji szkoleniowca Janio Pinto zadebiutował w ekwadorskiej Serie A, 28 lutego 2010 w przegranym 0:3 spotkaniu z Deportivo Cuenca, zaś premierowego gola w pierwszej lidze strzelił 23 lipca tego samego roku w zremisowanej 1:1 konfrontacji z Deportivo Quito. Już po kilku miesiącach został podstawowym graczem ekipy, tworząc duet atakujących z Narciso Miną, zaś ogółem w Independiente spędził dwa lata bez poważniejszych sukcesów.
Wiosną 2012 Ayoví został zawodnikiem krajowego giganta – zespołu Barcelona SC z siedzibą w Guayaquil. Tam już w sezonie 2012 zdobył z nim swoje pierwsze mistrzostwo Ekwadoru, jednak mimo regularnych występów pozostawał często rezerwowym w drużynie prowadzonej przez trenera Gustavo Costasa. W styczniu 2014 został odsunięty od treningów pierwszej drużyny w wyniku konfliktu z zarządem klubu spowodowanym nieścisłościami w jego kontrakcie, wobec czego przez pół roku nie zanotował żadnego występu w zespole Barcelony. W lipcu 2014 przeszedł do meksykańskiego drugoligowca Dorados de Sinaloa z miasta Culiacán, którego barwy reprezentował przez sześć miesięcy bez większych osiągnięć, po czym przeniesiono go do grającego w pierwszej lidze zespołu Club Tijuana (Dorados i Tijuana posiadały tego samego właściciela – Grupo Caliente). W Liga MX zadebiutował 27 lutego 2015 w wygranym 3:2 meczu z Pachucą, a w Tijuanie grał przez pół roku, będąc wyłącznie rezerwowym.
W lipcu 2015 Ayoví udał się na wypożyczenie po raz kolejny, tym razem do występującego w drugiej lidze meksykańskiej nowo założonego klubu Cafetaleros de Tapachula. Tam występował przez rok jako podstawowy zawodnik – w wiosennym sezonie Clausura 2016 znalazł się w ogłoszonej przez władze ligi najlepszej jedenastce rozgrywek, lecz nie odniósł poważniejszych sukcesów zespołowych. Bezpośrednio po tym powrócił na najwyższy szczebel rozgrywek, podpisując umowę z ekipą Chiapas FC z siedzibą w Tuxtla Gutiérrez.
| Sezon     | Klub                     | Kraj    | Rozgrywki  | Mecze | Bramki |
| --------- | ------------------------ | ------- | ---------- | ----- | ------ |
| 2009      | Municipal Cañar          | Ekwador | Serie B    | 3     | 1      |
| 2010      | Independiente del Valle  | Ekwador | Serie A    | 10    | 1      |
| 2011      | Independiente del Valle  | Ekwador | Serie A    | 39    | 7      |
| 2012      | Barcelona SC             | Ekwador | Serie A    | 30    | 4      |
| 2013      | Barcelona SC             | Ekwador | Serie A    | 23    | 1      |
| 2014      | Barcelona SC             | Ekwador | Serie A    | 0     | 0      |
| 2014/2015 | Dorados de Sinaloa       | Meksyk  | Ascenso MX | 9     | 0      |
| 2014/2015 | Club Tijuana             | Meksyk  | Liga MX    | 6     | 0      |
| 2015/2016 | Cafetaleros de Tapachula | Meksyk  | Ascenso MX | 32    | 1      |
| 2016/2017 | Chiapas FC               | Meksyk  | Liga MX    |       |        |